# Atethmia flava
Atethmia flava là một loài bướm đêm trong họ Noctuidae.